# Championnats d'Europe de cyclo-cross 2014
Navigation
Édition précédente Édition suivante
Les Championnats d'Europe de cyclo-cross 2014 se sont déroulés le 8 novembre 2014, à Lorsch en Allemagne.

## Résultats

### Hommes
| Épreuves        | Or            | Argent         | Bronze       |
| --------------- | ------------- | -------------- | ------------ |
| Moins de 23 ans | Wout van Aert | Laurens Sweeck | Jakub Skála  |
| Juniors         | Eli Iserbyt   | Jappe Jaspers  | Johan Jacobs |

### Femmes
| Épreuves        | Or                | Argent              | Bronze              |
| --------------- | ----------------- | ------------------- | ------------------- |
| Élites          | Sanne Cant        | Pavla Havlíková     | Nikki Harris        |
| Moins de 23 ans | Sabrina Stultiens | Martina Mikulášková | Alice Maria Arzuffi |

## Tableau des médailles
| Rang  | Nation          | Or | Argent | Bronze | Total |
| ----- | --------------- | -- | ------ | ------ | ----- |
| 1     | Belgique        | 3  | 2      | 0      | 5     |
| 2     | Pays-Bas        | 1  | 0      | 0      | 1     |
| 3     | Tchéquie        | 0  | 2      | 1      | 3     |
| 4     | Grande-Bretagne | 0  | 0      | 1      | 1     |
| 4     | Italie          | 0  | 0      | 1      | 1     |
| 4     | Suisse          | 0  | 0      | 1      | 1     |
| Total | Total           | 4  | 4      | 4      | 12    |